# Herb Escaldes-Engordany

Logo parafii

Pieczęć i logo parafii Escaldes-Engordany.
Okrągła pieczęć z biegnącym w otoku napisem "Comú d’ Escaldes-Engordany.Andorra" przedstawia pośrodku w polu jasnobłękitnym szary kamienny most, pod nim szarą skałę z tryskającym źródłem do ciemnobłękitnej rzeki i otoczone jest gałązką wawrzynu oraz kłosem zboża.
Kamienny most to Pont de la Tosca nad Riu Madriu, łączący parafię z Andorą la Vella. Tryskające źródło to gorące siarczane Font del Roc del Metge.
Pieczęć przyjęta został w 1978 roku, po wydzieleniu parafii z parafii Andorra la Vella. Logo przedstawia uproszczony rysunek znany z pieczęci parafialnej.